# Nibong Tebal
Nibong Tebal – miasto w Malezji, w stanie Penang. W 2000 roku liczyło 30 452 mieszkańców.